# Culoarul morții (film din 1995)
Culoarul morții (în engleză Dead Man Walking) este un film american din 1995, regizat de Tim Robbins, care a adaptat scenariul după cartea cu același nume. El relatează povestea sorei Helen Prejean (interpretată de Susan Sarandon), care stabilește o relație specială cu Matthew Poncelet (interpretat de Sean Penn), un condamnat la pedeapsa cu moartea din Louisiana.

## Rezumat

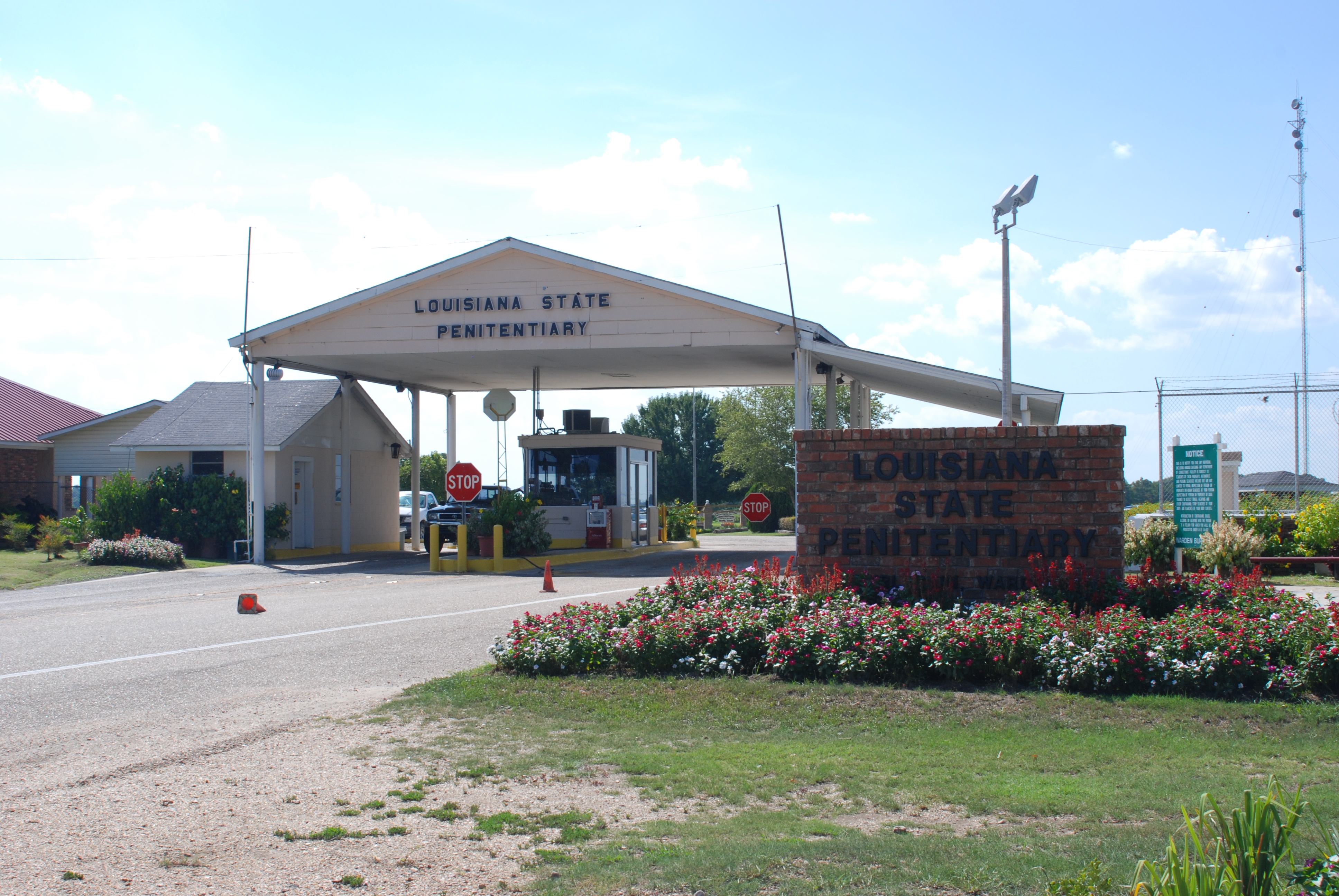
Louisiana State Penitentiary, locul unde se petrece acțiunea filmului

Matthew Poncelet (Sean Penn) se află de șase ani în închisoare, așteptându-și execuția prin injecție letală pentru uciderea unui cuplu de adolescenți. Poncelet, aflat în Penitenciarul de Stat din Louisiana , comisese crime împreună cu un complice pe nume Carl Vitello (Michael Cullen), care a primit închisoare pe viață. Pe măsură ce se apropie ziua execuției sale, Poncelet îi cere sorei Helen să-l ajute cu un apel final.
Ea decide să-l viziteze, iar el apare ca arogant, sexist și rasist, nesimțind niciun fel de remușcare. În schimb, el își afirmă nevinovăția, insistând că Vitello a fost cel care i-a ucis pe cei doi adolescenți. Convingând un avocat cu experiență să preia pro bono cazul lui Poncelet, sora Helen încearcă să obțină schimbarea sentinței lui Pocelet în închisoare pe viață. În timp, după mai multe vizite, ea stabilește o relație specială cu el. În același timp, ea vorbește cu mama lui Poncelet (Roberta Maxwell) și cu familiile victimelor. Familiile nu înțeleg eforturile sorei Helen de a-l ajute pe Poncelet, pretinzând că "îi ia partea". În schimb, ei doresc "dreptate absolută" și anume viața lui pentru viețile copiilor lor.
Cererea sorei Helen de grațiere a condamnatului este refuzată. Poncelet îi cere sorei Helen să fie consilierul său spiritual până în ziua execuției și ea acceptă. Sora Helen îi spune lui Poncelet că salvarea sufletului său este posibilă numai dacă el își asumă responsabilitatea pentru ceea ce a făcut. Chiar înainte de a fi scos din celulă, Poncelet recunoaște în fața sorei Helen că el l-a ucis pe băiat și a violat fata. În timpul execuției, el apelează la părinții băiatului pentru iertare și le spune părinților fetei că speră că moartea lui să le aducă pace sufletească. Poncelet este apoi executat și mai târziu i se face o înmormântare. Tatăl băiatului ucis participă la ceremonie și începe să se roage cu sora Helen, moment în care filmul se încheie.

## Distribuție
- Susan Sarandon - sora Helen Prejean
- Sean Penn - Matthew Poncelet
- Robert Prosky - Hilton Barber
- Raymond J. Barry - Earl Delacroix
- R. Lee Ermey - Clyde Percy
- Celia Weston - Mary Beth Percy
- Lois Smith - mama lui Helen
- Michael Cullen - Carl Vitello
- Scott Wilson - capelanul Farlely
- Roberta Maxwell - Lucille Poncelet
- Jack Black - Craig Poncelet
- Peter Sarsgaard - Walter Delacroix
- Missy Yager - Hope Percy

Filmul a fost o afacere de familie pentru Tim Robbins. Pe lângă partenera sa de viață Susan Sarandon, în film au mai jucat tatăl său, Gil Robbins (episcopul Norwich), mama sa, Mary Robbins (asistenta guvernatorului), sora Adele Robbins (asistenta medicală) și fiii Jack Henry Robbins (un copil) și Miles Robbins (băiatul din biserică). Fratele său, David Robbins, a compus melodiile de pe coloana sonoră.

## Recepție

### Recepție critică
Filmul a fost foarte bine primit de critici și are în prezent un rating de 94% "proaspăt" pe situl Rotten Tomatoes și un scor de 80 din 100 pe Metacritic . Hal Hinson de la The Washington Post a comentat: "Ce pune în fața noastră acest film inteligent, echilibrat și devastator nu este nimic mai puțin decât un concurs între bine și rău." Kenneth Turan de la The Los Angeles Times a descris astfel interpretările: "Pentru acest tip de film drept, interpretarea trebuie să fie puternică fără un semn măcar de teatralitate, și, în Penn și Sarandon, "Culorul morții" are parte de interpreți capabili de a face ceea ce se întâmplă."  Roger Ebert a numit filmul "captivant, surprinzător, superb din punct de vedere tehnic și de care merită să vorbește și după o lungă perioadă de timp."

### Premii
La a 68-a ediție a Premiilor Oscar, Culoarul morții a fost nominalizat la patru categorii diferite: Susan Sarandon a câștigat Premiul Oscar pentru cea mai bună actriță pentru rolul ei, Sean Penn a fost nominalizat pentru Premiul Oscar pentru cel mai bun actor, Tim Robbins pentru cel mai bun regizor și piesa muzicală principală, " Dead Man Walking " a lui Bruce Springsteen pentru Premiul Oscar pentru cea mai bună melodie originală.
La Globurile de Aur, Sarandon și Penn au primit nominalizări pentru interpretare, în timp ce Robbins a primit una pentru cel mai bun scenariu. La Festivalul Internațional de Film de la Berlin, Penn a câștigat Ursul de Argint pentru cel mai bun actor.

### Box office
Culoarul morții a fost lansat la 29 decembrie 1995, în Statele Unite ale Americii. Cu un buget de 11 milioane de dolari, filmul a avut încasări de 39.387.284 de dolari în Statele Unite și 47 milioane de dolari la nivel internațional, având încasări totale de 86.387.284 dolari.

## Alte versiuni
În 2002, Tim Robbins, care a adaptat cartea pentru film, a scris și o versiune pentru scena de teatru Dead Man Walking.